# Världscupen i short track 2009/2010
Världscupen i short track 2009/2010 var en internationell tävling som varade under säsongen 2009/2010, med enbart olympiska vinterspelen 2010 som tävling efter årsskiftet. Världscupen kortades ner denna säsong till enbart fyra tävlingar i OS. Tävlingen arrangerades av ISU.

## Resultat

### Herrar

#### Kina
| Datum             | Ort     | Disciplin      | Etta         | Tvåa            | Trea          |
| 19 september 2009 | Beijing | 1500 m         | Sung Si-Bak  | Lee Ho-Suk      | Lee Jung-Su   |
| 19 september 2009 | Beijing | 500 m          | Kwak Yoon-Gi | Sung Si-Bak     | Jeff Simon    |
| 20 september 2009 | Beijing | 1000 m         | Lee Jung-Su  | Charles Hamelin | Kim Seoung Il |
| 20 september 2009 | Beijing | 5000 m stafett | Korea        | Kina            | Kanada        |

#### Sydkorea
| Datum             | Ort                     | Disciplin      | Etta            | Tvåa          | Trea          |
| 26 september 2009 | Mokdong Ice Rink, Seoul | 1500 m         | Lee Ho-Suk      | Lee Jung-Su   | Kim Seoung Il |
| 26 september 2009 | Mokdong Ice Rink, Seoul | 500 m          | Charles Hamelin | Han Jialiang  | Lee Ho-Suk    |
| 27 september 2009 | Mokdong Ice Rink, Seoul | 1000 m         | Lee Ho-Suk      | Jordan Malone | Kwak Yoon-Gy  |
| 27 september 2009 | Mokdong Ice Rink, Seoul | 5000 m stafett | Korea           | Kanada        | Kina          |

#### Kanada
| Datum           | Ort                             | Disciplin      | Etta            | Tvåa             | Trea            |
| 7 november 2009 | Aréna Maurice-Richard, Montréal | 1500 m         | Charles Hamelin | Sung Si-Bak      | Travis Jayner   |
| 7 november 2009 | Aréna Maurice-Richard, Montréal | 500 m          | Charles Hamelin | Apolo Anton Ohno | Jeff Simon      |
| 8 november 2009 | Aréna Maurice-Richard, Montréal | 1000 m         | Sung Si-Bak     | Lee Jung-Su      | Charles Hamelin |
| 8 november 2009 | Aréna Maurice-Richard, Montréal | 5000 m stafett | Korea           | Kanada           | Kina            |

#### USA
| Datum            | Ort                            | Disciplin      | Etta                    | Tvåa               | Trea             |
| 14 november 2009 | Berry Events Center, Marquette | 1500 m         | Lee Jung-Su             | Apolo Anton Ohno   | Charles Hamelin  |
| 14 november 2009 | Berry Events Center, Marquette | 500 m          | Francois-Louis Tremblay | Thibault Fauconnet | Sung Si-Bak      |
| 15 november 2009 | Berry Events Center, Marquette | 1000 m         | Apolo Anton Ohno        | Lee Jung-Su        | Francois Hamelin |
| 15 november 2009 | Berry Events Center, Marquette | 5000 m stafett | Kanada                  | USA                | Korea            |

### Damer

#### Kina
| Datum             | Ort     | Disciplin      | Etta              | Tvåa          | Trea               |
| 19 september 2009 | Beijing | 1500 m         | Zhou Yang         | Lee Eun-Byul  | Katherine Reutter  |
| 19 september 2009 | Beijing | 500 m          | Wang Meng         | Jessica Gregg | Marianne St-Gelais |
| 20 september 2009 | Beijing | 1000 m         | Katherine Reutter | Lee Eun-Byul  | Jessica Smith      |
| 20 september 2009 | Beijing | 3000 m stafett | Korea             | USA           | Kanada             |

#### Sydkorea
| Datum             | Ort                     | Disciplin      | Etta         | Tvåa        | Trea           |
| 26 september 2009 | Mokdong Ice Rink, Seoul | 1500 m         | Lee Eun-Byul | Sun Linlin  | Zhou Yang      |
| 26 september 2009 | Mokdong Ice Rink, Seoul | 500 m          | Wang Meng    | Zhao Nannan | Kalyna Roberge |
| 27 september 2009 | Mokdong Ice Rink, Seoul | 1000 m         | Cho Ha-Ri    | Wang Meng   | Park Seung-Hi  |
| 27 september 2009 | Mokdong Ice Rink, Seoul | 3000 m stafett | Kina         | Japan       | Kanada         |

#### Kanada
| Datum           | Ort                             | Disciplin      | Etta              | Tvåa           | Trea        |
| 7 november 2009 | Aréna Maurice-Richard, Montréal | 1500 m         | Katherine Reutter | Cho Ha-Ri      | Liu Qiohong |
| 7 november 2009 | Aréna Maurice-Richard, Montréal | 500 m          | Wang Meng         | Kalyna Roberge | Zhao Nannan |
| 8 november 2009 | Aréna Maurice-Richard, Montréal | 1000 m         | Zhou Yang         | Wang Meng      | Liu Qiohong |
| 8 november 2009 | Aréna Maurice-Richard, Montréal | 3000 m stafett | Kina              | USA            | Kanada      |

#### USA
| Datum            | Ort                            | Disciplin      | Etta      | Tvåa              | Trea               |
| 14 november 2009 | Berry Events Center, Marquette | 1500 m         | Zhou Yang | Liu Qiuhong       | Lee Eun-Byul       |
| 14 november 2009 | Berry Events Center, Marquette | 500 m          | Wang Meng | Kalyna Roberge    | Marianne St-Gelais |
| 15 november 2009 | Berry Events Center, Marquette | 1000 m         | Wang Meng | Katherine Reutter | Park Seung-Hi      |
| 15 november 2009 | Berry Events Center, Marquette | 3000 m stafett | Kina      | Korea             | Kanada             |

## Totalställning

### Herrar
| Distans        | Etta                 | Tvåa                         | Trea                 |
| 1500 m         | Lee Jung-Su 2440     | Charles Hamelin 2152         | Sung Si-Bak 1869     |
| 500 m          | Charles Hamelin 2328 | Francois-Louis Tremblay 2024 | Sung Si-Bak 1608     |
| 1000 m         | Lee Jung-Su 2600     | Apollo Ohno 1722             | Charles Hamelin 1650 |
| 5000 m stafett | Sydkorea 3000        | Kanada 2600                  | Kina 2080            |

### Damer
| Distans        | Etta           | Tvåa                   | Trea                   |
| 1500 m         | Zhou Yang 2640 | Lee Eun-Byul 2440      | Katherine Reutter 1968 |
| 500 m          | Wang Meng 3000 | Kalyna Roberge 2240    | Zhao Nannan 1952       |
| 1000 m         | Wang Meng 2600 | Katherine Reutter 2312 | Zhou Yang 1738         |
| 3000 m stafett | Kina 3000      | Sydkorea 2210          | USA 2112               |